# Jeunesse Olympique Pradéenne Conflent Canigou
La Jeunesse Olympique Pradéenne Conflent Canigou (en català: Joventut Olímpica Pradenca Conflent Canigó, JOPCC) és un club de rugbi a 15 de la ciutat de Prada de Conflent (Conflent).
El club va ser fundat l'any 1965 i els seus colors són el violat i el blanc. Juga a l'estadi Clément Padrixe. És el club continuador de l'AS Pradéenne.
El club participà en el Campionat de França de rugbi XV la temprada 1969-1970, on quedà en darrera posició del seu grup. Uns anys abans, la temporada 1965-66, es proclamà campió de la Copa Pirineus de rugbi en vèncer el CE Universitari a la final.

## Palmarès
- Campionat de França de 3a Divisió:
  - 1988
- Campionat de França de 3a Sèrie:
  - 1923 (AS Pradéenne)
- Copa Pirineus de rugbi:
  - 1965-66